# Хорхе Гонсалес Камарена
Хорхе Гонсалес Камарена (ісп. Jorge González Camarena; 24 березня, 1908 — 24 травня, 1980) — мексиканський художник і скульптор ХХ ст.

## Життєпис
Народився в Гвадалахарі, Халіско. Родина перебралась в столицю 1918 р. Батько — Артуро Гонсалес Камарена та мати Сара Арандас. В родині було сім братів, також молодший син Гільєрмо, котрий став інженером і був винахідником в галузі національного телебачення, котрого також плутають із братом-художником.
Хорхе Камарена 1922 р. влаштувався в Академію Сан Карлос, де отримав художню освіту. Був серед учнів мистецтвознавця і художника доктора Атля (справжнє ім'я якого Герардо Мурільйо, 1875—1964). Сам починав в рекламі. Як художник з 1929 року робив ілюстрації до видань Revista де Revistas та Nuestro México. Але заклик доктора Атля до молодих митців Мексики створити нове, монументальне мистецтво Мексики на зразок ренесансної Італії сприйняв і згодом звернувся до стінописів. Його вважають представником другої генрації художників-муралістів Мексики.

## Реставрація стінописів і мистецькі відкриття

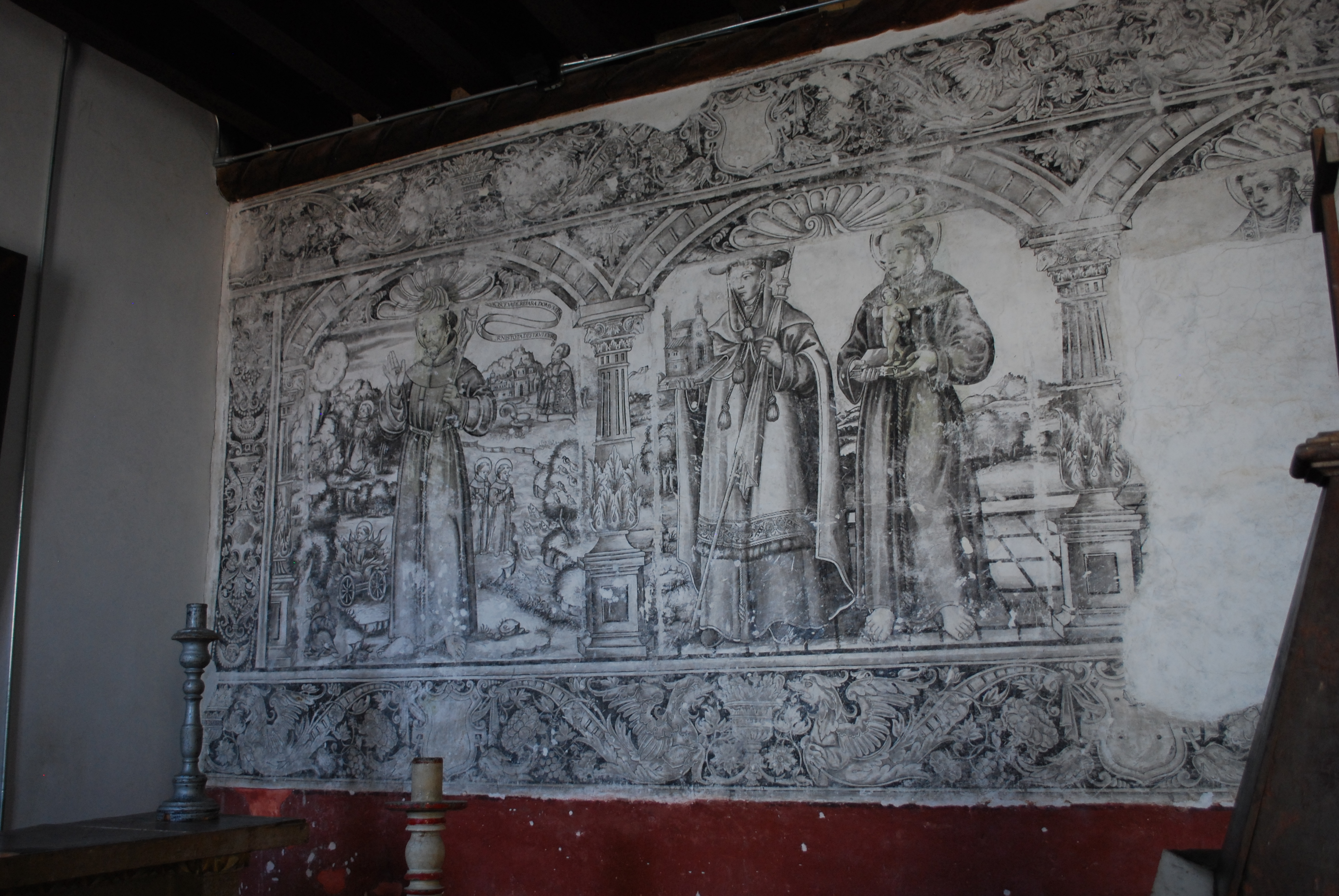
Чорно білі фрески «Св. Франциск Ассізький, Св. Банавентура і Антоній Падуанський», монастир в Уєхоцинго.

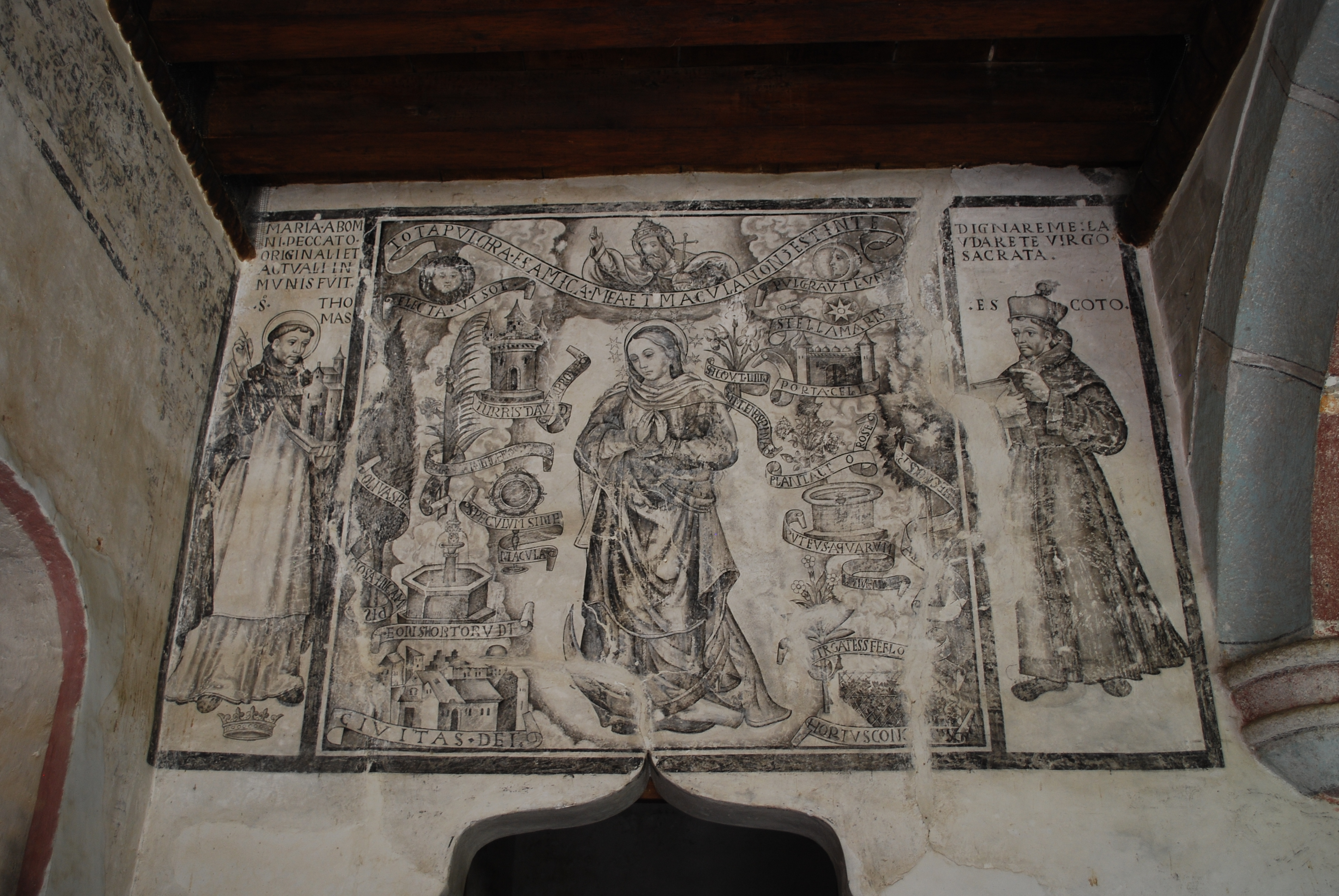
Чорно біла фреска з богородицею, монастир Михаїла Архангела в Уєхоцинго.
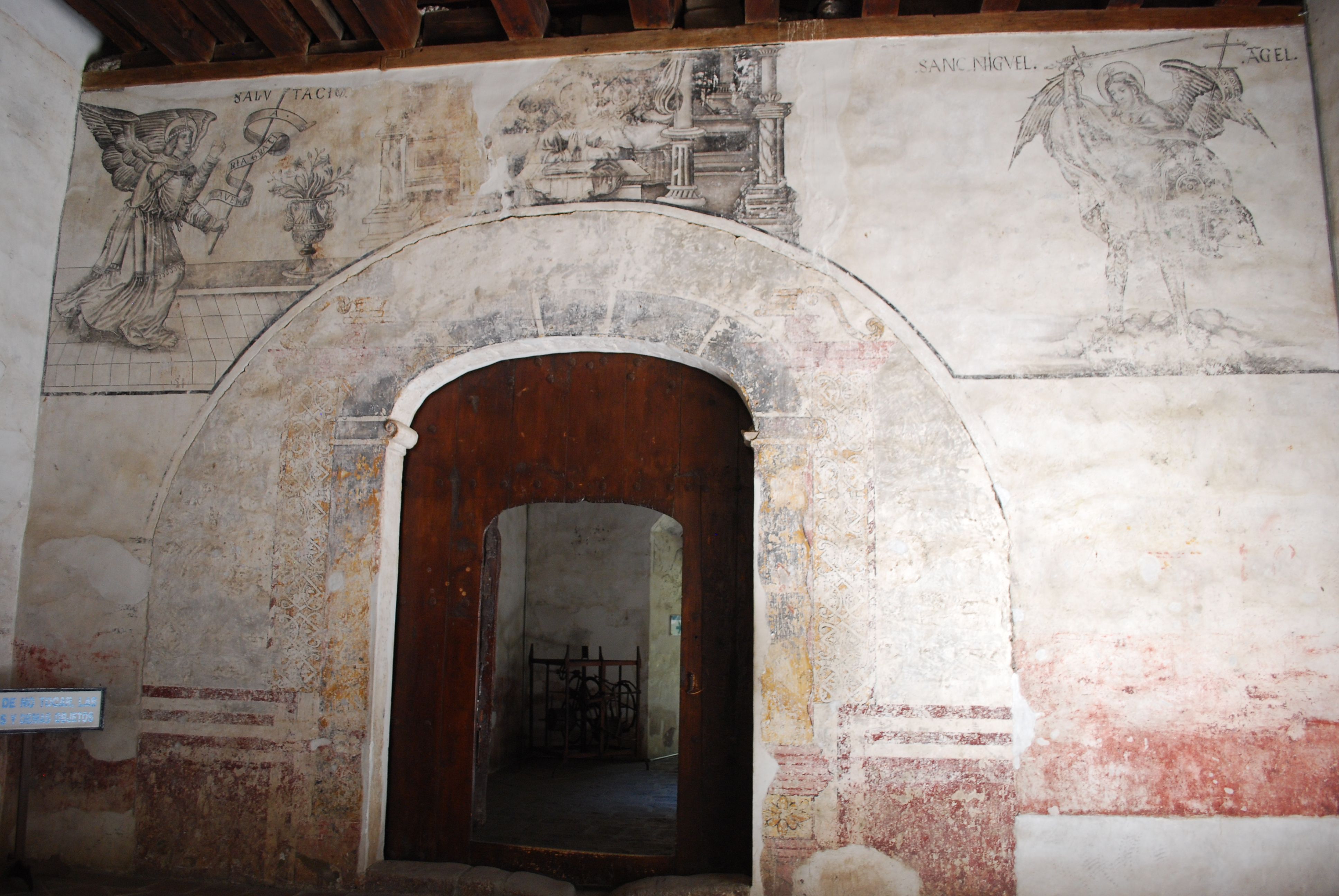
Залишки стінопису «Благовіщення» та Архангелом Михаїлом, штат Пуебла, Мексика
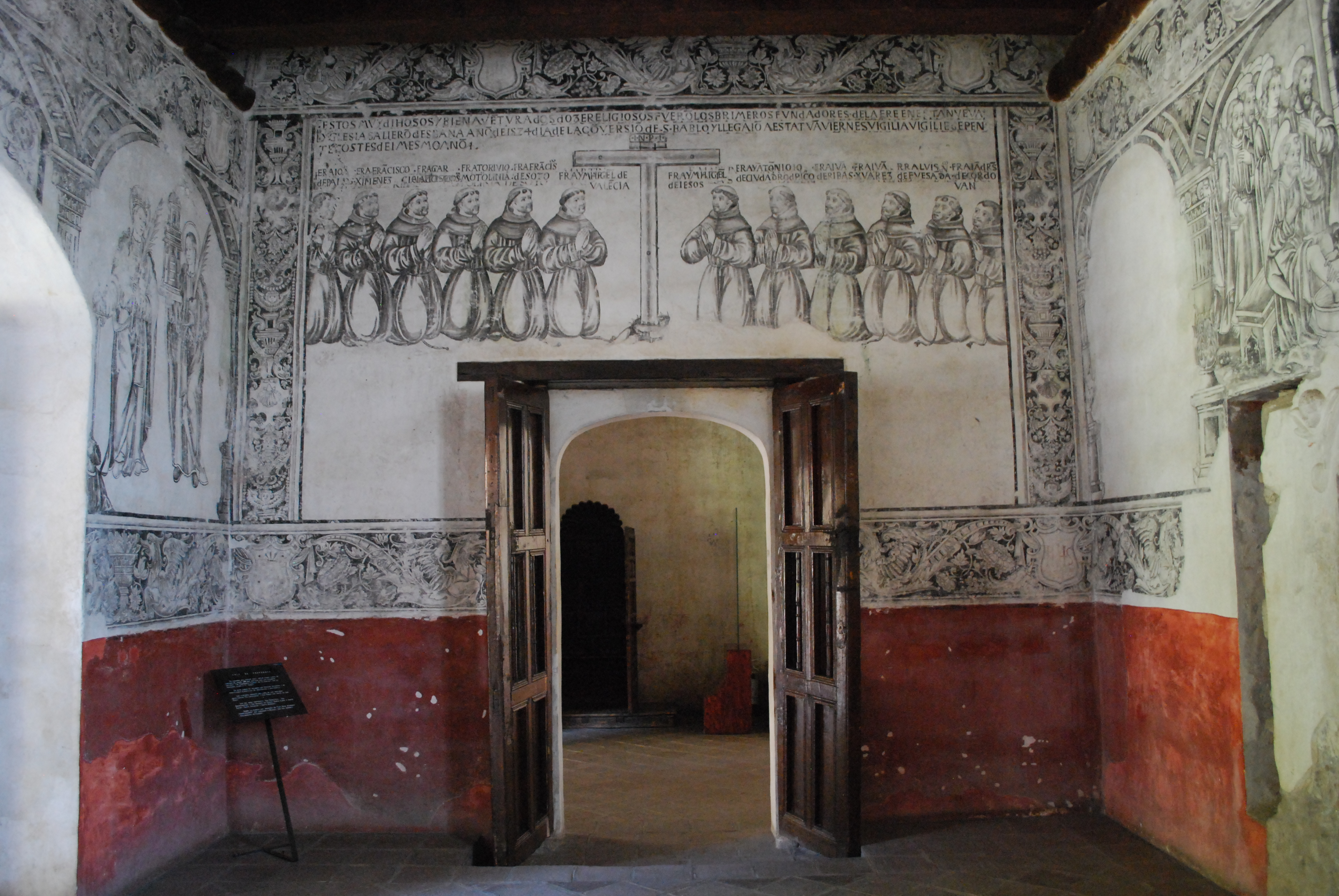
Дванадцять францисканців біля хреста, стінопис 16 ст., штат Пуебла, Мексика
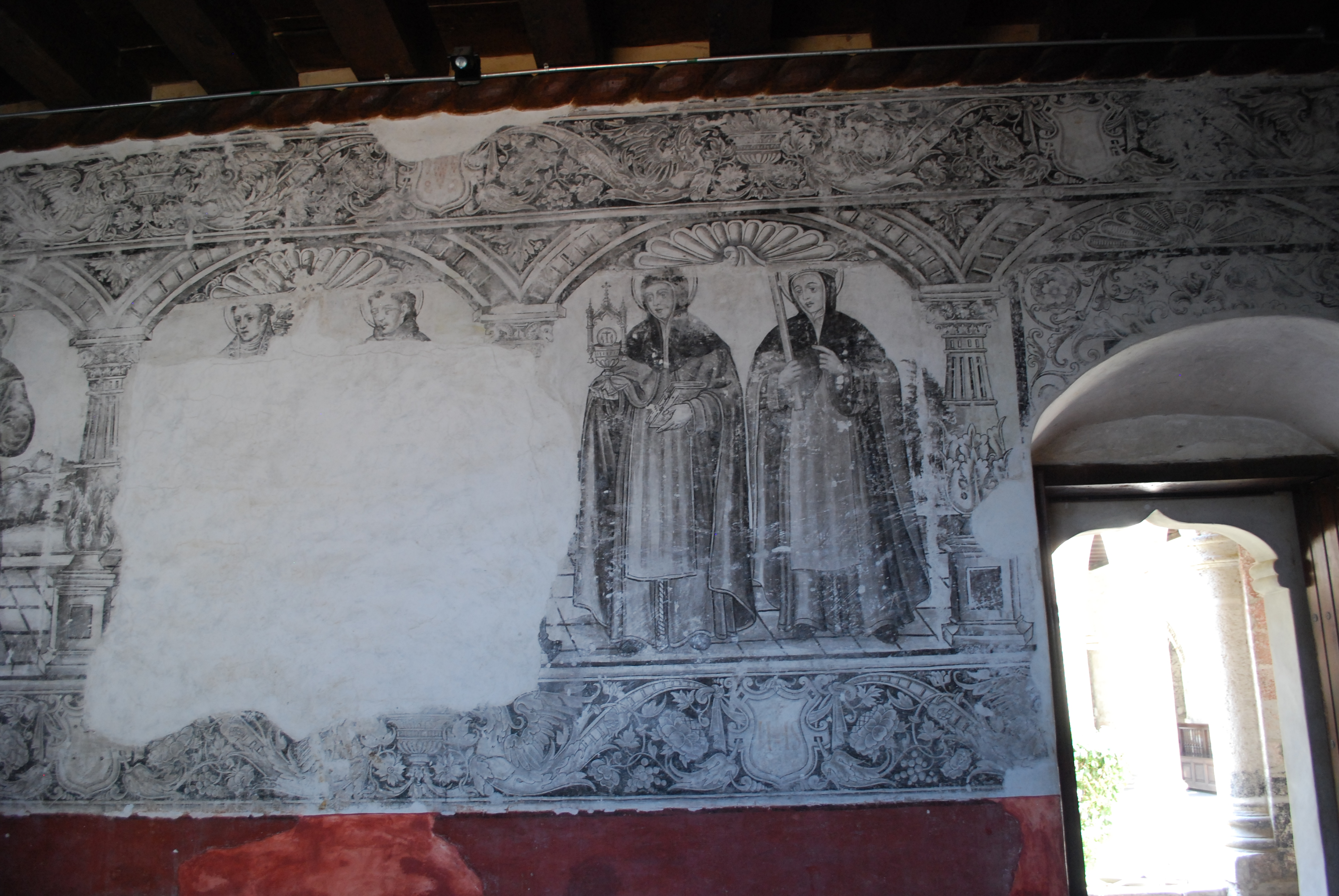
Залишки чорно білих стінописів із зображенням чотирьох св. жінок, монастир Михаїла Архангела (Уєхоцинго).

1932 року отримав замову на реставрацію стінописів в монастирі францисканців другої половини XVI століття в Уєхоцинго, штат Пуебла. Забруднені і затерті, в чорно білій манері, частково повністю знищені, вони відкрили молодому митцю-початківцю історію старовинного мистецтва. Захоплення пам'яткою другої половини XVI ст. привело митця до висновку, що тут разом із новоприбульцями із Іспанії працював і індіанський художник (ацтек ?) Маркос Капіктлі, перехрещений в католика. Реставрація стінописів розтяглася на три роки.
Цікавився історичними пам'ятками минулого. Виступив 1953 року на захист старовинного форта Сан-Хуан-де-Улуа в портовому місті Веракрус, котрий запропонували поруйнувати задля будівництва нового дока і винного заводу. З метою захисту пам'ятки архітектури XVI-XVII ст. заснував Комітет захисту і реставрації замку-фортеці Сан-Хуан-де-Улуа.
Працював над створенням власних пігментів для станкових і монументальних, виходячи з досвіду і технології ацтекських художників.

## Власна творчість

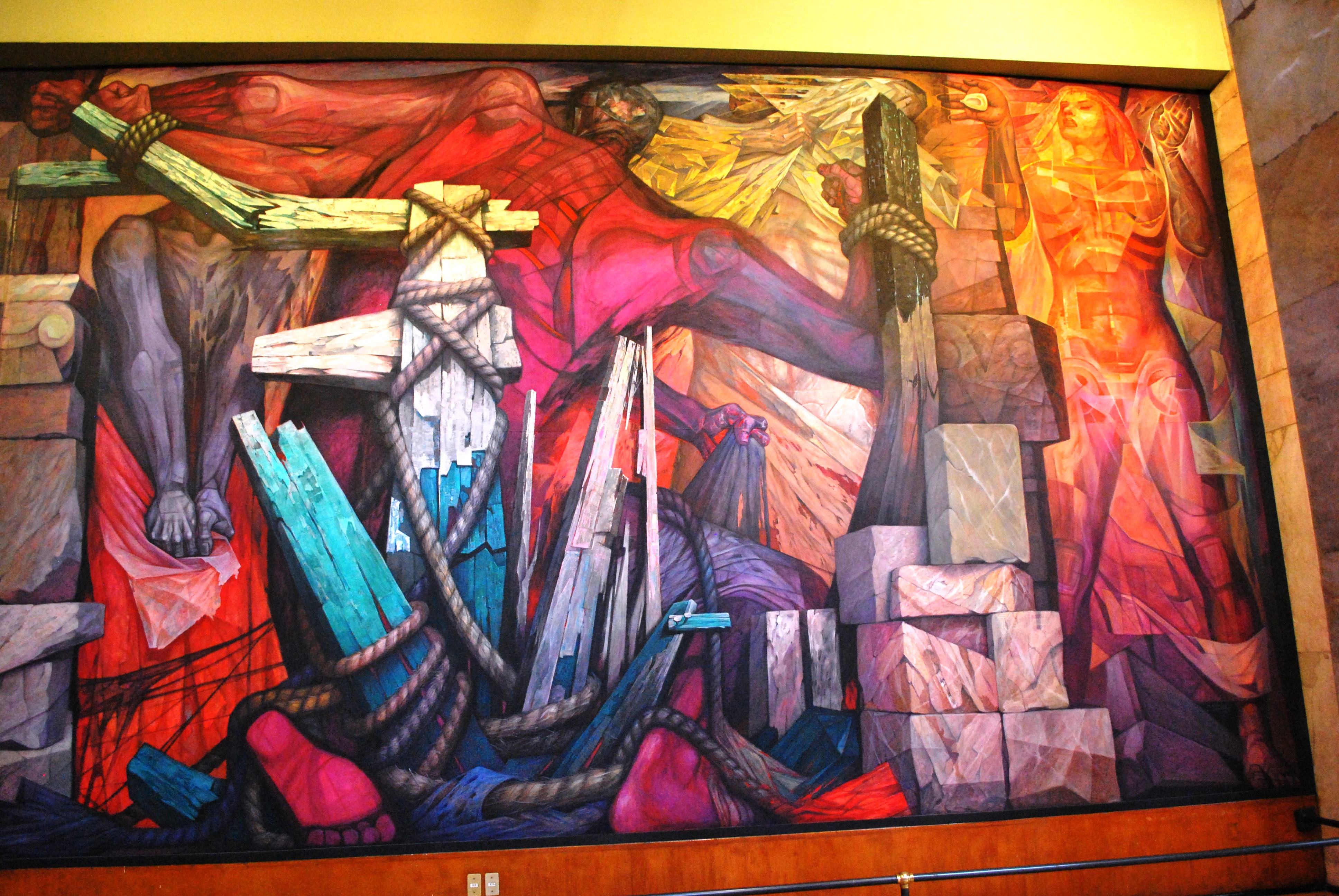
Стінопис «Вивільнення», 1959, Палац красних мистецтв, Мехіко

Працював ілюстратором для періодичних видань Revista де Revistas та Nuestro México (Наша Мексика). Брав участь в конкурсі на створення портрету Мікеланджло Буонарроті в графіці. Портрет Мікеланджело роботи Камарени передано в музей італійського скульптора і художника в Капрезе. За цей твір отримав звання Commendatore della Republica. Серед станкової творів митця — близько двох тисяч картин. Творчий доробок митця зберігає низка приватних зібрань і державних музеїв (Музей Сумайя, Музей сучасного мистецтва, Мехіко, фонд Форда, США). Серед колекціонерів і прихильників Камарени був і Хосе Лопес Портильо (José López Portillo 1920—2004), президент Мексики. 1970 року отримав Національний приз в галузі мистецтв.
За замовою мексиканського уряду створив «Св. Георгія». котрий став дипломатичним подарунком Мексики Болгарії. Митець був запрошений в Болгарію наприкінці 1970-х рр. в туристичну подорож, а йому запопоновано тур виставок по містам Західної Європи із кінцевою виставкою в Музеї сучасного мистецтва в місті Нью-Йорк.

## Смерть
Помер 24 травня 1980 року від інсульту. Тіло поховали в родинному склепі в Пантеоні Долорес.

## Вибрані твори

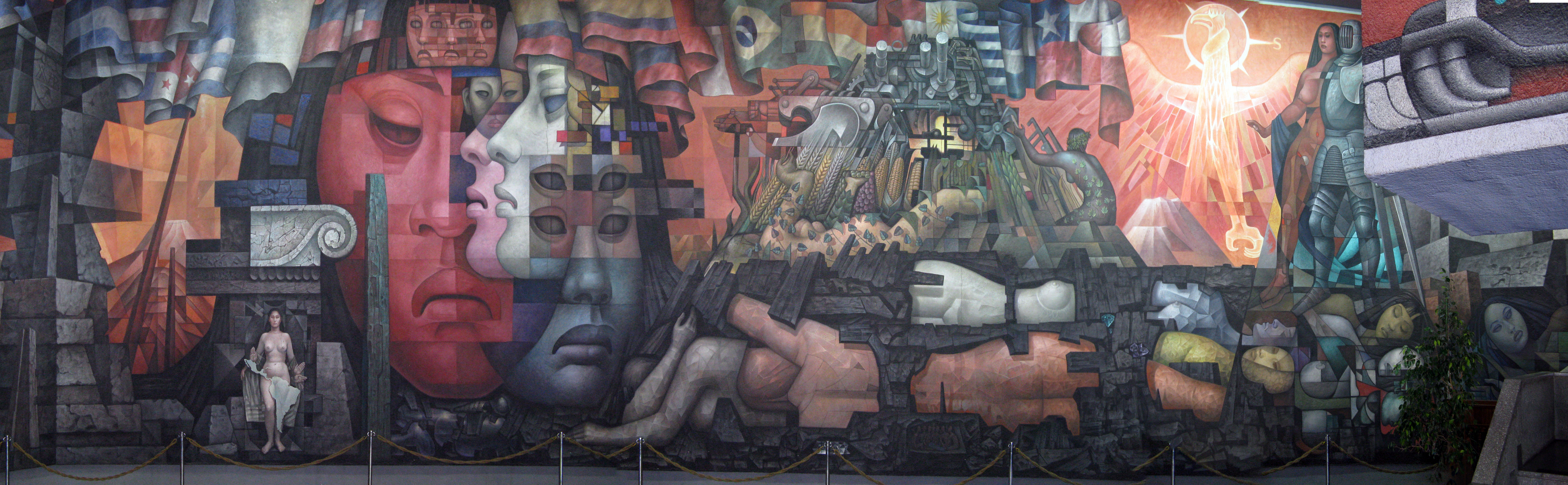
Хорхе Гонсалес Камарена. «Презентація Латинської Америки», Будинок мистецтв, місто і університет Консепсьйон, Чилі

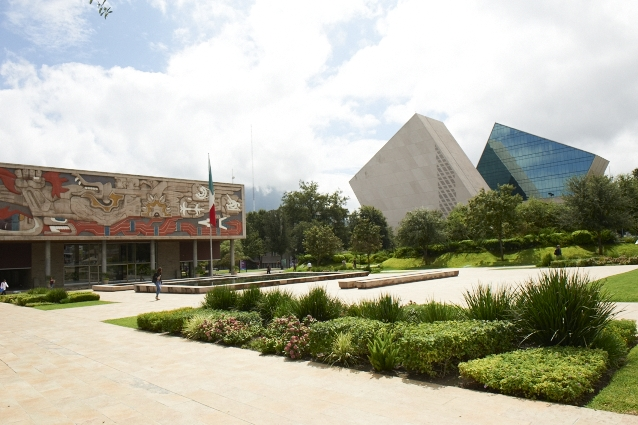
Технологічний інститут фундаментальних досліджень Ментеррея. Панорама, фото 2010 р.

- «Алегорія Сімапана», м. Сімапан, штат Ідальго
- Стінопис в холлі і дві скульптури «Материнство» та «Праця», Мексиканський інститут соціального забезпечення Пасео де ла Реформа, 1950
- «Історія Мексики», 1955 , Бібліотека Технологічного інституту в Монтеррее, Мексика
- «Вивільнення», 1959 , Палац красних мистецтв, Мехіко
- «Конкіста», 1960, Національний історичний музей, Мехіко
- «Презентація Латинської Америки», Будинок мистецтв, місто і університет Консепсьйон, Чилі
- Скульптурні фризи на теми телебачення (цемент і кераміка), центр телебачення, знищено після реконструкції спруди
- «Алегорія науки про землю», Національний політехнічний інститут
- Диптих «Життя», будинок Гвардіола, Мехіко, знищений урядом через зображення коханців з оголеною жінкою
- «Виверження вулкана Ситле», Археологічний музей Куікуілко
- Кольоровий рельєф на фасаді, Технологічний інститут фундаментальних досліджень Ментеррея
- Стінопис на стелі «Белісаріо Домінгес», сходинкова клітка і три стіни в будинку Сената
- Стінопис «Раси», Національний інститут антропології, Мехіко
- «Трилогія Сальтільо» в холлі муніпалітету Сальтільо, 1978